# 国際総合格闘技連盟
国際総合格闘技連盟（こくさいそうごうかくとうぎれんめい、英: International Mixed Martial Arts Federation、略称: IMMAF）は、アマチュア総合格闘技を統括する組織。123の国と地域が加盟。アマチュア総合格闘技世界選手権を主催している。別名世界アマチュアMMA連盟。

## 歴史
2012年2月29日、スウェーデン総合格闘技連盟の会長オーガスト・ウォレンによってスウェーデンで創設された。
2014年、FILAが主催していたアマチュア総合格闘技世界選手権が総合格闘技が認定競技から除外されたため、同年からIMMAFが引き継いで開催した。
2015年5月26日、日本の「日本MMA連盟」が加盟した。同年7月2日、イギリス柔道連盟前会長のケリス・ブラウンが新会長に就任した。
2021年12月、世界アンチ・ドーピング機関（WADA）への加盟が承認された。

## 主催大会
- アマチュア総合格闘技世界選手権
- アマチュア総合格闘技ヨーロピアン・オープン選手権
- アマチュア総合格闘技オセアニア・オープン選手権
- アマチュア総合格闘技アジア・オープン選手権
- アマチュア総合格闘技パンアメリカン・オープン選手権
- アマチュア総合格闘技アフリカ・オープン選手権

## ルール

### 競技用具
- 競技グローブ
- 競技レガース
- 競技ショーツ
- マウスピース
- 競技ウェアまたはラッシュガード（女子選手のみ）
- 保護カップ（男子選手のみ）
- チェストガード（女子選手任意）
- 膝当て（任意）
- 足首サポーター（任意）

### 反則
＊統一ルール（通称ユニファイドルール）の反則規定に加えて
- 肘および前腕による打撃
- ヒールフック
- 脊椎に圧力を加える関節技
- 頭部への膝攻撃

### 試合時間
- 3分3ラウンド
- ラウンド間インターバルは1分間

## 加盟国
加盟コミッションは以下の通り。

### パンアメリカ
- エンパイア総合格闘技バハマ
- ブラジルMMAアスレチック・コミッション
- カナディアン・コンバット・アライアンス
- コロンビア総合格闘技協会
- MMAジャマイカ・スポーツ連盟
- エルサルバドルキックボクシング&MMA連盟
- メキシコ総合格闘技連盟
- パラグアイキックボクシング&MMA連盟
- トリニダード・トバゴ総合格闘技連盟
- アメリカ合衆国総合格闘技連盟

### アジア
- イラン総合格闘技協会
- バーレーン総合格闘技連盟
- 中国国際総合格闘技連盟
- 全インド総合格闘技協会
- 日本MMA連盟
- ヨルダン総合格闘技連盟
- カザフスタン総合格闘技連盟
- レバノンMMA委員会
- マレーシア総合格闘技協会
- ネパール国立武術連盟
- ミックスド・マーシャル・アーツ・パキスタン
- シンガポール総合格闘技連盟
- 韓国総合格闘技連盟
- タジキスタン総合格闘技連盟
- タイ総合格闘技連盟

### ヨーロッパ
- オーストリア総合格闘技連盟
- アルバニア総合格闘技連盟
- アゼルバイジャン総合格闘技連盟
- ベラルーシパンクラチオン&総合格闘技連盟
- ベルギー総合格闘技連盟
- ブルガリア総合格闘技連盟
- キプロス総合格闘技連盟
- チェコ総合格闘技協会
- デンマーク総合格闘技連盟
- エストニア総合格闘技連盟
- フィンランド総合格闘技連盟
- フランス総合格闘技コミッション
- ドイツ総合格闘技連盟
- ジョージア国内総合格闘技連盟
- ギリシャレスリングMMA
- ハンガリープレミアムMMAリーグ
- 保留中
- アルスター・アマチュアMMA協会
- アイルランド総合格闘技協会
- イタリアグラップリング&総合格闘技連盟
- リトアニア総合格闘技連盟
- ルクセンブルクMMA連盟
- ノルウェー総合格闘技連盟
- ポーランド総合格闘技連盟
- ポルトガルMMAアスレチック・コミッション
- ルーマニア総合格闘技連盟
- ロシアMMA連合（英語版）
- スペインオリンピックレスリング連盟
- スウェーデン総合格闘技連盟
- スイス総合格闘技連盟
- トルコ格闘技&自己防衛連盟
- 全ウクライナ格闘技連盟
- イギリスMMA連盟

### オセアニア
- オーストラリア国際総合格闘技連盟
- ニュージーランド総合格闘技連盟

### アフリカ
- カメルーン総合格闘技ナショナルリーグ
- コンゴ民主共和国MMA連盟
- エジプトMMA委員会
- ガーナ総合格闘技連盟
- モーリシャス総合格闘技連盟
- セーシェル総合格闘技協会
- ミックスド・マーシャル・アーツ南アフリカ